# Dybówka
Dybówka [pronunciación en polaco: /dɨˈbufka/] es un pueblo ubicado en el distrito administrativo de Gmina Ozorków, dentro del Distrito de Zgierz, Voivodato de Łódź, en Polonia central. Se encuentra aproximadamente a 5 kilómetros al noreste de Ozorków, a 17 kilómetros al norte de Zgierz, y a 26 kilómetros al norte de la capital regional Łódź.
El pueblo tiene una población de 50 habitantes.